# TVR S Series
O S Series é um coupé da TVR.